# Стратегически съдебни производства, насочени срещу участието на обществеността
Стратегическите съдебни производства, насочени срещу участието на обществеността (на английски strategic lawsuits against public participation, или SLAPP — на английски: slap означава шамар, оттам на български навлиза и се използва понятието дело „шамар“), представляват злоупотреба със съдебните производства с основната цел да се предотврати, ограничи или санкционира участието на обществеността. Под участие на обществеността се разбира всяко изявление или всяка дейност на физическо или юридическо лице, изразени или извършени при упражняване на правото на свобода на изразяване на мнение и свобода на информация, по въпрос от обществен интерес, както и пряко свързаните с това подготвителни, подкрепящи или подпомагащи действия.
Типични обекти на SLAPP са журналистите и защитниците на правата на човека, в т.ч. цели медии, издателски къщи и организации на гражданското общество, като например активисти в областта на околната среда, по-рядко изследователи и представители на академичните среди, както и други лица, ангажирани в участието на обществеността.
Съдебните производства, отговарящи на това определение, създават непосилна тежест за ответника чрез натоварването му с разходи за правна защита и ненужна и вредна тежест за националните съдебни системи. Обвиненията на субектите и физическите лица, които образуват такъв тип съдебни производства, често се отнасят до клевета, но могат също така се отнасят и до нарушения на други правила или права (например законодателството за защита на данните или правото на неприкосновеност на личния живот). Тези производства често се съчетават с искове за обезщетение за вреди/непозволено увреждане или понякога с искове за преустановяване на нарушения (забрана или поне забавяне на публикуване).

## Мерки за SLAPP защита на ниво Европейски съюз
Разпространението на стратегическите съдебни производства, насочени срещу участието на обществеността, е определено като повод за сериозно безпокойство в някои държави членки на Европейския съюз в контекста на докладите относно върховенството на закона за 2020 г. и 2021 г. и през 2022 г. На 27 април 2022 г. Европейската комисия представя пакет от предложения срещу явно неоснователни или злоупотребяващи съдебни производства срещу участието на обществеността, който включва законодателно предложение (директива) и препоръка, предназначени да предоставят на журналистите и защитниците на правата на човека, които са мишени на SLAPP, инструментите за борба срещу злоупотреби със съдебни производства.
Директивата на Европейския парламент и на Съвета относно защитата на лицата, ангажирани в участието на обществеността, от стратегически съдебни производства, е и едно от действията в рамките на Плана за действие за европейската демокрация, обявен през 2020 г. Неговото изпълнение включва укрепване на медийния плурализъм и свободата на медиите в Европейския съюз. Предложената директива обхваща SLAPP по граждански дела с трансгранични последици и установява процесуални гаранции и средства за защита като обезщетение за щети и възпиращи санкции за започване на съдебни дела срещу общественото участие. Тя дава възможност на съдиите бързо да отхвърлят явно неоснователни дела срещу журналисти и защитници на правата на човека. 
Препоръката на ЕК относно защитата от SLAPP на журналистите и защитниците на правата на човека, които се ангажират с участието на обществеността, насърчава държавите-членки да приведат правилата си в съответствие с предложеното законодателство на ЕС и за вътрешни дела и във всички производства, а не само по граждански дела. Препоръката също така призовава държавите да предприемат допълнителни мерки като обучение и повишаване на осведомеността, за да се борят срещу SLAPP. Държавите членки на ЕС следва да възложат на един или повече органи отговорността за събирането и обобщаването на данни относно SLAPP, образувани в тяхната юрисдикция, и да гарантират, че един орган отговаря за координирането на информацията и за ежегодното докладване на Комисията на обобщените данни.